# Elżbieta Dzikowska
Elżbieta Dzikowska, née à Międzyrzec Podlaski le 19 mars 1937 sous le nom de Józefa Górska, est une historienne de l'art polonaise, sinologue, exploratrice, réalisatrice et exploitante de films documentaires, auteur de nombreux livres, programmes télévisés, émissions de radio, articles et expositions d'art contemporain.
Avec son partenaire et compagnon, Tony Halik, elle a réalisé environ 300 films documentaires dans le monde entier pour la télévision polonaise et a animé l'émission télévisée de voyage Pieprz i wanilia («Poivre et vanille»).

## Livres d'Elżbieta Dzikowska
- Niełatwo być Indianinem, Wydawnictwo Książka i Wiedza, 1976, série : " Kontynenty "
- Limańskie ABC, Wydawnictwo Iskry, 1982, (ISBN 83-207-0253-4)
- Tropem złota, Wydawnictwo Ministerstwa Obrony Narodowej, 1970
- Homme, Wydawnictwo Ministerstwa Obrony Narodowej, 1973
- Vilcabamba - ostatnia stolica Inków, Krajowa Agencja Wydawnicza, 1979
- Czarownicy, Dom Słowa Polskiego, 1991, (ISBN 83-207-0487-1)
- Polacy w sztuce świata, Rosikon Press, 2001, (ISBN 83-911163-9-5) (Ksiąka Wyróżniona Przez Polskie Towarzystwo Wydawców Ksiąki Tytułem Najpiękniejszej Ksiąki Roku 2000, Nagroda Głwna Wrzyzy ą ąkzyzy ąkzyzy d) ąkzyzy d) ąkzyzy ąkzyzy d) ąkzyzy d)
- Groch i kapusta, czyli podróżuj po Polsce, tom 1, Rosikon Press, 2004, (ISBN 83-88848-13-5)
- Groch i kapusta, czyli podróżuj po Polsce, tom 2, Rosikon Press, 2005, (ISBN 83-88848-22-4) (nagroda Bursztynowego Motyla im. Arkadego Fiedlera za najlepszą książkę podróżniczą 2005 roku)
- Groch i kapusta, czyli podróżuj po Polsce, tom 3, Rosikon Press, 2006, (ISBN 83-88848-34-8)
- W Sztuce Świata. Polscy artyści , Presse Rosikon, 2005, (ISBN 83-88848-27-5)
- Panek-Gielniak. Życie. Przyjaźń. Sztuka. Korespondencja 1962-1972 , Biblioteka Narodowa, 2005, (ISBN 83-7009-588-7) (z Wiesławą Wierzchowską)
- Uśmiech świata, Rosikon Press, 2006, (ISBN 83-88848-44-5)
- Groch je kapusta. Podróżuj po Polsce ! Południowy zachód , Presse Rosikon, 2009, (ISBN 978-83-88848-69-8)
- Groch je kapusta. Podróżuj po Polsce ! Północny zachód , Presse Rosikon, 2009, (ISBN 978-83-88848-70-4)
- Groch je kapusta. Podróżuj po Polsce ! Północny wschód , Presse Rosikon, 2009, (ISBN 978-83-88848-72-8)
- Groch je kapusta. Podróżuj po Polsce ! Południowy wschód , Presse Rosikon, 2009, (ISBN 978-83-88848-71-1)

## Galerie
Exemples de photo par Mme Dzikowska :
|               |
| Mud, Mongolia |

|             |
| Bark, world |

|                                        |
| Little scallops on a wood trunk, Gabon |

|             |
| Sand, world |

|              |
| Water, world |

|              |
| Water, world |

|              |
| Water, world |

|                             |
| Stains on rocks, Madagaskar |

|                |
| Soil, Mongolia |